# Ucero
Ucero es un municipio y villa española de la provincia de Soria, en la comunidad autónoma de Castilla y León. Forma parte del partido judicial de El Burgo de Osma.

## Geografía
Dista 63,2 kilómetros de la capital y se encuentra a una altitud de 964 metros en la carretera que conduce de El Burgo de Osma a San Leonardo.
Junto con Herrera de Soria y Nafría de Ucero regenta un condominio conocido como Comunidad de Herrera de Soria, Nafría de Ucero y Ucero, con una extensión superficial de 384,84 hectáreas.

### Medio natural
En su término e incluidos en la Red Natura 2000 los siguientes lugares:
- Lugar de Interés Comunitario conocido como Cañón del Río Lobos, que ocupa 767 hectáreas, el 45 % de su término.[1]
- Lugar de Interés Comunitario conocido como Sabinares Sierra de Cabrejas, que ocupa 193 hectáreas, el 11 % de su término.[2]
- Zona Especial Protección de Aves conocida como Cañón del Río Lobos que ocupa 767 hectáreas, el 45 % de su término.[3]

## Historia
El señorío de Ucero perteneció en el siglo XIII a Juan García de Ucero, esposo de María de Meneses, y a la muerte de aquel, su esposa lo heredó y se lo entregó a la hija ilegítima que tuvo con el rey Sancho IV de Castilla, Violante Sánchez de Castilla.
Y en un documento emitido el 13 de noviembre de 1325 en Aviñón, el papa Juan XXII encomendó al arzobispo de Toledo, Juan de Aragón, que siguiera la causa o pleito que mantenían Violante Sánchez y el obispo de Osma, Juan Pérez de Ascarón, por la posesión del señorío de Ucero, que pertenecía legalmente a ella por la herencia de su madre y había sido ocupado y retenido ilegalmente por dicho obispo, según ella, desde que aquel lo compró el 23 de mayo de 1302 por 300 000 maravedís, y junto con otras propiedades, a los albaceas de Juan García de Villamayor, según consta en la escritura de venta publicada en el tomo II de las Memorias de Fernando IV de Castilla. Pero a pesar de lo anterior, Violante continuó considerándose propietaria del señorío y en 1327 lo donó, junto con el resto de sus posesiones, a la Orden de Santiago, a pesar de que el señorío de Ucero perteneció desde 1302 definitivamente a los obispos de Osma.
En el censo de 1879, ordenado por el conde de Floridablanca, figuraba como villa cabecera del Partido de Ucero en la Intendencia de Soria, con jurisdicción de abadengo y bajo la autoridad del alcalde mayor de señorío, nombrado por el Obispo de Osma. Contaba entonces con 232 habitantes.
A la caída del Antiguo Régimen la localidad se constituye en municipio constitucional en la región de Castilla la Vieja que en el censo de 1842 contaba con 38 hogares y 150 vecinos.

## Demografía
Cuenta con una población de 91 habitantes (INE 2024).
| Gráfica de evolución demográfica de Ucero entre 1842 y 2021                                                           |
| |
| Población de derecho según los censos de población del INE. Población de hecho según los censos de población del INE. |

## Patrimonio

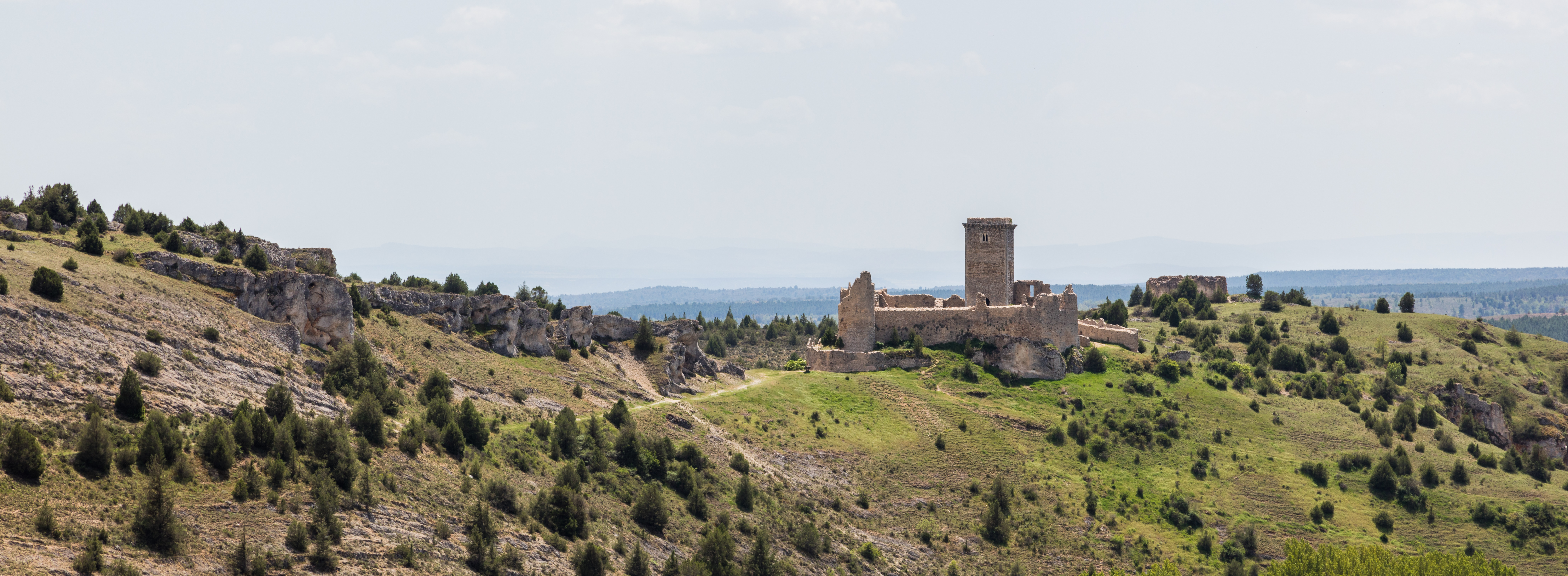
Vista lejana del castillo de Ucero

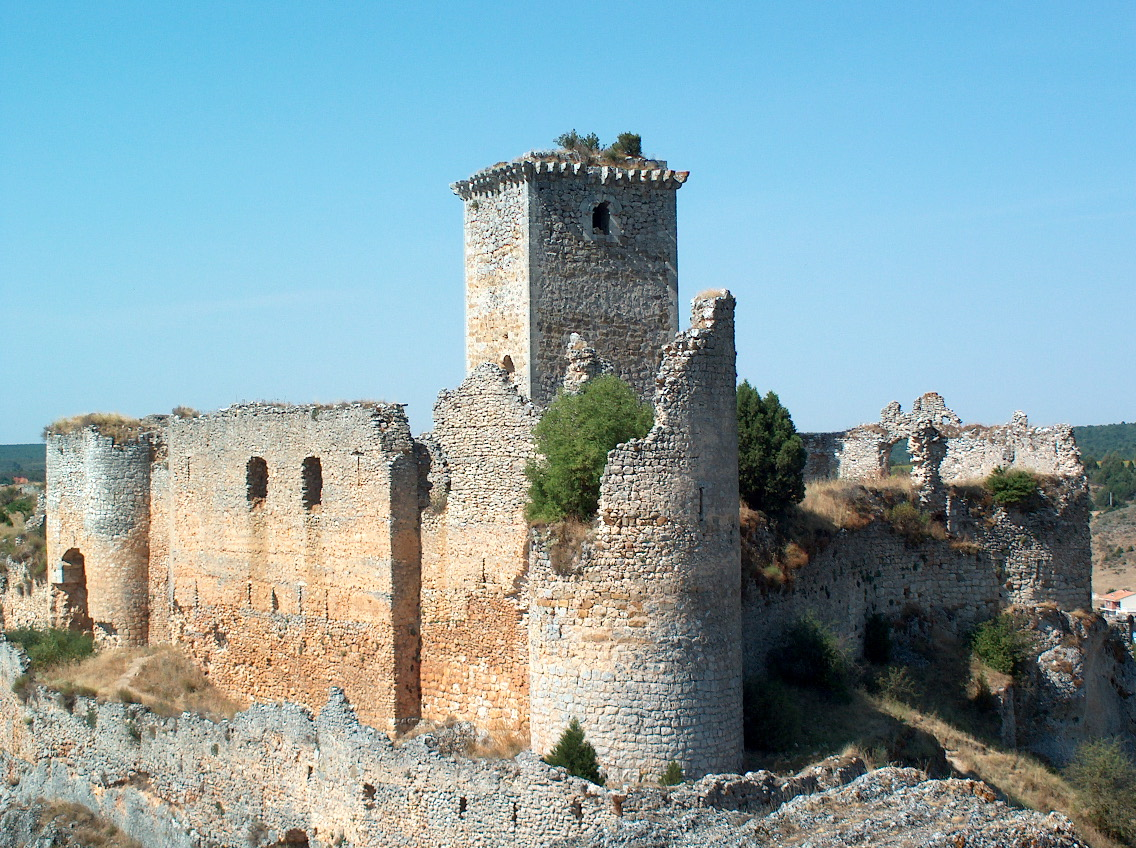
Detalle del castillo

Debe su notoriedad esta localidad al castillo medieval a cuya sombra se asienta, y hoy, sobre todo, al hecho de ser la puerta natural de acceso al parque natural del Cañón del Río Lobos.
- Castillo de Ucero.
- Iglesia de San Juan Bautista.
- Ermita de San Bartolomé.
- Ermita de la Virgen de la Villavieja, de origen románico y en ruinas.
- Ermita de San Juan de Otero, románica y en ruinas, situada junto al castillo.